# Kelloggella quindecimfasciata
Kelloggella quindecimfasciata és una espècie de peix de la família dels gòbids i de l'ordre dels perciformes.
Els mascles poden assolir 2 cm de longitud total.
És un peix marí, de clima tropical i demersal.
Es troba a Chagos, les Illes Cook, el Japó (incloent-hi les Illes Ryukyu), les Illes Marshall, Pitcairn i les Seychelles.
És inofensiu per als humans.